# أوندر
أوندر هي قرية في مقاطعة كوهسرخ، إيران. عدد سكان هذه القرية هو 1,572 في سنة 2006.